# Steve Corkin
Stephen Donald Corkin (conocido como Steve Corkin; Nueva Plymouth, 3 de noviembre de 1963) es un deportista neozelandés que compitió en judo. Ganó cuatro medallas en el Campeonato de Oceanía de Judo entre los años 1985 y 1994.

## Palmarés internacional
| Campeonato de Oceanía | Campeonato de Oceanía      | Campeonato de Oceanía | Campeonato de Oceanía |
| Año                   | Lugar                      | Medalla               | Categoría             |
| --------------------- | -------------------------- | --------------------- | --------------------- |
| 1985                  | Auckland (Nueva Zelanda)   | Medalla de bronce     | –65 kg                |
| 1988                  | Sídney (Australia)         | Medalla de bronce     | –71 kg                |
| 1992                  | Wellington (Nueva Zelanda) | Medalla de bronce     | –71 kg                |
| 1994                  | Sídney (Australia)         | Medalla de oro        | –71 kg                |